# Wadowice
Wadowice (Duits: Wadowitz) is een stadje in zuidelijk Polen (woiwodschap Klein-Polen), 50 km verwijderd van Krakau met 19.248 inwoners (2005), gelegen aan de rivier Skawa, in het oostelijke deel van het Silezisch Plateau.
Wadowice is vooral bekend als geboorteplaats van Paus Johannes Paulus II, geboren als Karol Józef Wojtyła.
Wadowice is tegenwoordig hoofdzakelijk een toeristencentrum, maar ook een plaats met kleine industrieën zoals machineproductie, voedselverwerking en bouwmaterialen.

## Verkeer en vervoer
- Station Wadowice

## Geboren
- Emil Lask (1875), filosoof
- Paus Johannes Paulus II (1920-2005), geboren als Karol Józef Wojtyła
- Grzegorz Fijałek (1987), beachvolleyballer
- Marta Lach (1997), wielrenster

## Externe links

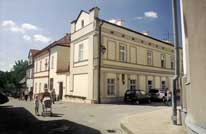
Geboortehuis paus Johannes Paulus II